# Copa CECAFA 1991
La Copa CECAFA 1991 fue la 18.ª edición de este torneo de fútbol a nivel de selecciones nacionales organizado por la CECAFA y que contó con la participación de 7 selecciones provenientes de África Oriental y África Central.
Zambia venció a Kenia en la final disputada en Kampala, Uganda para ser campeón por segunda ocasión.

## Fase de grupos

### Grupo A
| Nación   | Pts | J | G | E | P | GF | GC | GD |
| -------- | --- | - | - | - | - | -- | -- | -- |
| Uganda   | 4   | 2 | 2 | 0 | 0 | 7  | 0  | +7 |
| Sudán    | 1   | 2 | 0 | 1 | 1 | 1  | 3  | -2 |
| Tanzania | 1   | 2 | 0 | 1 | 1 | 1  | 6  | -5 |

| Nación 1 | Nación 2 | Resultado |
| -------- | -------- | --------- |
| Tanzania | Sudán    | 1-1       |
| Sudán    | Uganda   | 0-2       |
| Uganda   | Tanzania | 5-0       |

### Grupo B
| Nación   | Pts | J | G | E | P | GF | GC | GD |
| -------- | --- | - | - | - | - | -- | -- | -- |
| Zambia   | 5   | 3 | 2 | 1 | 0 | 4  | 2  | +2 |
| Kenia    | 4   | 3 | 2 | 0 | 1 | 4  | 3  | +1 |
| Malaui   | 3   | 3 | 1 | 1 | 1 | 1  | 1  | 0  |
| Zanzíbar | 0   | 3 | 0 | 0 | 3 | 4  | 7  | -3 |

| Nación 1 | Nación 2 | Resultado |
| -------- | -------- | --------- |
| Zambia   | Kenia    | 1-0       |
| Malaui   | Zanzíbar | 1-0       |
| Zanzíbar | Zambia   | 2-3       |
| Kenia    | Malaui   | 1-0       |
| Kenia    | Zanzíbar | 3-2       |
| Zambia   | Malaui   | 0-0       |

## Semifinales
| Equipo 1 | Resultado | Equipo 2 |
| -------- | --------- | -------- |
| Kenia    | 3-1       | Uganda   |
| Zambia   | 3-2       | Sudán    |

## Tercer Lugar
| Equipo 1 | Resultado | Equipo 2 |
| -------- | --------- | -------- |
| Uganda   | 3-1       | Sudán    |

## Final
| Equipo 1 | Resultado | Equipo 2 |
| -------- | --------- | -------- |
| Kenia    | 0-2       | Zambia   |

## Campeón
| Copa CECAFA 1991  |
| ----------------- |
| Bandera de Zambia |
| Zambia 2º Título  |